# Hoa hậu Hoàn vũ 2019
Hoa hậu Hoàn vũ 2019 là cuộc thi Hoa hậu Hoàn vũ lần thứ 68 được tổ chức vào ngày 08 tháng 12 năm 2019 tại Phim trường Tyler Perry ở Atlanta, Georgia, Hoa Kỳ. Cuối đêm chung kết, Hoa hậu Hoàn vũ 2018 Catriona Gray đến từ Philippines đã trao lại vương miện cho Zozibini Tunzi đến từ Nam Phi. Zozibini trở thành người Nam Phi thứ 3 đăng quang Hoa hậu Hoàn vũ.
Cuộc thi được Steve Harvey dẫn chương trình năm thứ năm liên tiếp, trong khi Olivia Culpo và Vanessa Lachey phụ trách hậu trường. Nữ ca sĩ Ally Brooke biểu diễn trong cuộc thi. Cuộc thi năm nay có một vương miện mới dành cho người chiến thắng được chế tạo bởi thương hiệu kim hoàn Mouawad, thay thế cho vương miện Mikimoto. Swe Zin Htet đến từ Myanmar trở thành thí sinh đồng tính nữ công khai đầu tiên trong khi tham gia cuộc thi Hoa hậu Hoàn vũ.

## Thông tin cuộc thi
- Vào ngày 19 tháng 12 năm 2018, chính trị gia và doanh nhân người Philippines Chavit Singson, nhà tài trợ chính cho Hoa hậu Hoàn vũ 2016, tuyên bố rằng phiên bản 2019 của cuộc thi sẽ được tổ chức tại Seoul, Hàn Quốc, nơi trước đó đã tổ chức Hoa hậu Hoàn vũ 1980[8]. Ông đã nói thêm rằng ông sẽ hỗ trợ chuẩn bị cho tổ chức cuộc thi tại Hàn Quốc, mặc dù chi tiết chưa rõ ràng; Tổ chức Hoa hậu Hoàn vũ chưa bao giờ xác nhận điều này. Sau đó, vào tháng 4 năm 2019, có thông tin rằng cả Philippines và Rio de Janeiro, Brazil cũng đã trở nên quan tâm đến việc tổ chức cuộc thi. Sự quan tâm ở Philippines đã tăng lên sau chiến thắng của Catriona Gray tại Hoa hậu Hoàn vũ 2018, mong muốn được trao vương miện cho người kế vị ở quê nhà, giống như Pia Wurtzbach đã làm tại Hoa hậu Hoàn vũ 2016. Trong khi đó, Rio de Janeiro sẽ được tuyên bố là Thủ đô Thế giới về Kiến trúc của UNESCO cho năm 2020, và được cho là đang muốn tổ chức nhiều sự kiện quốc tế hơn trong thành phố để dự đoán danh hiệu này[9].
- Vào tháng 5 năm 2019, Richelle Singson-Michael, con gái của Chavit Singson, tuyên bố rằng Philippines là một trong một số quốc gia đang đấu thầu để tổ chức cuộc thi năm 2019, và Tập đoàn LCS kinh doanh của gia đình cô đã cam kết tổ chức ở Philippines hoặc tại Hàn Quốc[10]. Tổ chức Hoa hậu Hoàn vũ vẫn chưa đưa ra tuyên bố nào về việc địa điểm cuộc thi sẽ được tổ chức.
- Vào tháng 8 năm 2019, có tin tức nổi lên rằng Israel cũng quan tâm đến việc tổ chức cuộc thi. Với kế hoạch được tạo ra bởi các nhà sản xuất Daniel Benaim và Assaf Blecher, các cuộc thảo luận về việc tổ chức cuộc thi tại Israel đã xuất hiện sau khi Tel Aviv tổ chức thành công Cuộc thi Ca khúc Eurovision 2019. Nếu họ không tổ chức vào năm 2019, họ tuyên bố rằng Israel cũng quan tâm đến việc tổ chức cuộc thi vào năm 2020[11]. Tuy nhiên, việc tổ chức cuộc thi ở Israel sẽ gây ra những khó khăn liên quan đến nhiều thí sinh tham gia từ các quốc gia không công nhận Israel là một quốc gia; những thí sinh này sẽ cần sự cho phép đặc biệt để vào nước này[12].
- Vào ngày 19/10/2019, theo một số thông tin rò rỉ thì bà Paula Shugart, chủ tịch của Tổ chức Hoa hậu Hoàn vũ đã gửi thư đến các giám đốc Quốc gia giữ bản quyền về địa điểm đăng cai và ngày diễn ra đêm chung kết[13]. Theo đó thì Hoa Kỳ sẽ là nước chủ nhà, đêm thi chung kết sẽ được diễn ra vào ngày 8/12/2019 (Thành phố cụ thể chưa được xác nhận).
- Vào ngày 31 tháng 10 năm 2019, Tổ chức Hoa hậu Hoàn vũ đã xác nhận rằng cuộc thi sẽ được tổ chức vào ngày 8 tháng 12 năm 2019 tại Phim trường Tyler Perry ở Atlanta, Georgia, Hoa Kỳ[14].

## Kết quả

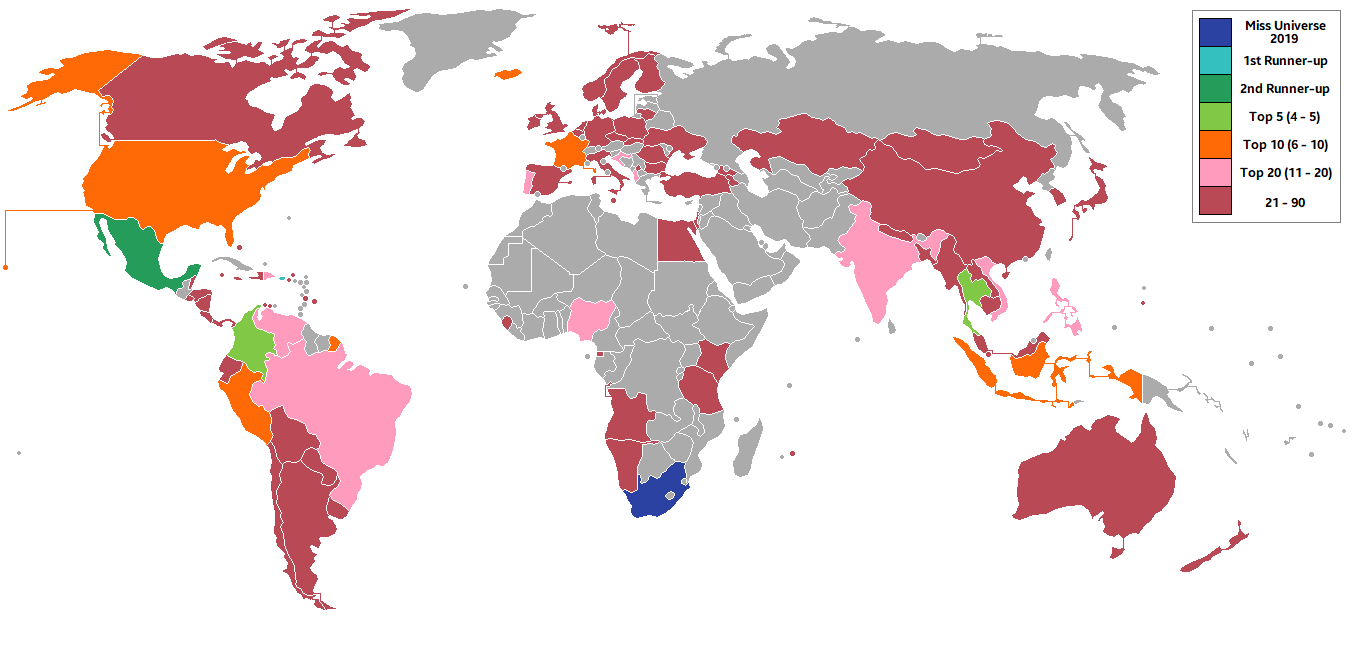
Các quốc gia và lãnh thổ tham gia Hoa hậu Hoàn vũ 2019 và kết quả.

### Thứ hạng
| Kết quả              | Thí sinh |
| -------------------- | --- |
| Hoa hậu Hoàn vũ 2019 | - Nam Phi – Zozibini Tunzi |
| Á hậu 1              | - Puerto Rico – Madison Anderson |
| Á hậu 2              | - Mexico – Sofía Aragón |
| Top 5                | - Colombia – Gabriela Tafur - Thái Lan – Paweensuda Drouin |
| Top 10               | - Pháp – Maëva Coucke - Iceland – Birta Abiba Þórhallsdóttir - Indonesia – Frederika Alexis Cull - Peru – Kelin Rivera - Hoa Kỳ – Cheslie Kryst † |
| Top 20               | - Albania – Cindy Marina - Brazil – Júlia Horta - Croatia – Mia Rkman - Cộng hòa Dominica – Clauvid Dály - Ấn Độ – Vartika Singh - Nigeria – Olutosin Araromi - Philippines – Gazini Ganados - Bồ Đào Nha – Sylvie Silva - Venezuela – Thalía Olvino - Việt Nam – Hoàng Thị Thùy |

### Các giải thưởng đặc biệt
| Giải thưởng                      | Thí sinh                       |
| -------------------------------- | ------------------------------ |
| Hoa hậu Thân thiện               | - Ba Lan – Olga Buława         |
| Trang phục truyền thống đẹp nhất | - Philippines – Gazini Ganados |

### Thứ tự gọi tên
| 1. Nam Phi 2. Indonesia 3. Việt Nam 4. Nigeria 5. Thái Lan 6. Albania 7. Pháp 8. Iceland 9. Croatia 10. Bồ Đào Nha 11. Puerto Rico 12. Peru 13. Cộng hòa Dominica 14. Mexico 15. Hoa Kỳ 16. Philippines 17. Venezuela 18. Ấn Độ 19. Brazil 20. Colombia | 1. Hoa Kỳ 2. Colombia 3. Puerto Rico 4. Nam Phi 5. Peru 6. Iceland 7. Pháp 8. Indonesia 9. Thái Lan 10. Mexico | 1. Mexico 2. Thái Lan 3. Colombia 4. Puerto Rico 5. Nam Phi | 1. Mexico 2. Nam Phi 3. Puerto Rico |

## Nhạc nền
- Phần mở đầu: "Low Key", "No Good" và "Higher" của Ally Brooke. (hát trực tiếp)
- Phần thi Áo tắm: "Motivation" của Normani. "Good as Hell" của Lizzo.
- Phần thi Trang phục Dạ hội: "I Could Fall in Love" và "Dreaming Of You" của Selena Gomez.

## Chương trình

### Hình thức
Như hình thức cuộc thi năm 2018, Top 20 thí sinh vào vòng chung kết sẽ được chọn từ 90 thí sinh ban đầu thông qua một buổi phỏng vấn kín và cuộc thi bán kết với trang phục áo tắm và trang phục dạ hội được tổ chức vài ngày trước đêm chung kết. Sau hai năm vắng mặt, vòng bình chọn qua Internet đã trở lại, thí sinh có số lượt bình chọn cao nhất sẽ vào thẳng Top 20 thông qua bỏ phiếu trực tuyến. Hình thức các thí sinh được phân chia theo ba khu vực địa lý được giới thiệu trong phiên bản 2017 tiếp tục được áp dụng trong năm thứ ba liên tiếp, bao gồm năm thí sinh từ châu Âu, năm thí sinh từ châu Mỹ, năm thí sinh từ khu vực châu Phi và châu Á-Thái Bình Dương, và năm thí sinh đến từ khu vực bất kì. Top 20 thí sinh được giao nhiệm vụ trình bày, giới thiệu mở đầu kéo dài khoảng 45 giây về một vấn đề về bản thân, trải nghiệm của thí sinh trước ban giám khảo và công chúng. Sau đó các giám khảo đã chọn ra các thí sinh lọt vào Top 10 và Top 10 tham gia phần thi trang phục áo tắm và trang phục dạ hội. Sau cuộc thi trang phục áo tắm và trang phục dạ hội, ban giám khảo sau đó đã chọn ra năm người có màn trình diễn xuất sắc để tranh tài trong vòng thi vấn đáp đầu tiên, trong đó mỗi người tham gia được hỏi một câu hỏi khác nhau về một chủ đề chính trị. Tiếp đó, các giám khảo đã chọn ra ba người xuất sắc nhất. Top 3 tham gia vòng thi ứng xử thứ hai, mỗi người trả lời cùng một câu hỏi về trao quyền cho phụ nữ. Ba thí sinh trong Top 3 tiếp tục đưa ra thông điệp kết thúc của họ trước hội đồng giám khảo và toàn khán giả, đây là lần đầu tiên vòng này được sử dụng trong cuộc thi. Kết thúc cuộc thi là hội đồng giám khảo đã chọn ra Hoa hậu Hoàn vũ 2019 và hai Á hậu.

### Hội đồng giám khảo

#### Sơ khảo
- Gaby Espino – Nữ diễn viên người Venezuela[18]
- Sazan Hendrix – Nữ doanh nhân người Mỹ và nhà truyền thông xã hội[19]
- Cara Mund – Hoa hậu Mỹ (Miss America) 2018[20]
- Bozoma Saint John – Nữ doanh nhân và giám đốc tiếp thị người Mỹ[21]
- Olivia Jordan – Nữ diễn viên người Mỹ, Hoa hậu Mỹ 2015 và Á hậu 2 Hoa hậu Hoàn vũ 2015[22]
- Paulina Vega – Hoa hậu Hoàn vũ 2014 đến từ Colombia[23]

#### Chung kết
- Gaby Espino – Nữ diễn viên người Venezuela[18]
- Sazan Hendrix – Nữ doanh nhân người Mỹ và nhà truyền thông xã hội[19]
- Riyo Mori – Hoa hậu Hoàn vũ 2007 đến từ Nhật Bản[24]
- Cara Mund – Hoa hậu Mỹ (Miss America) 2018[20]
- Bozoma Saint John – Nữ doanh nhân và giám đốc tiếp thị người Mỹ[21]
- Crystle Stewart – Nữ diễn viên người Mỹ và Hoa hậu Mỹ 2008[25]
- Paulina Vega – Hoa hậu Hoàn vũ 2014 đến từ Colombia[23]

## Thí sinh tham gia
Cuộc thi có tổng cộng 90 thí sinh tham gia:
| Quốc gia/Lãnh thổ     | Thí sinh                   | Tuổi | Quê quán              | Khu vực                            |
| --------------------- | -------------------------- | ---- | --------------------- | ---------------------------------- |
| Albania               | Cindy Marina               | 21   | Shkodër               | Châu Âu                            |
| Angola                | Salett Miguel              | 19   | Cuanza                | Châu Phi, Châu Á - Thái Bình Dương |
| Argentina             | Mariana Varela             | 23   | Avellaneda            | Châu Mỹ                            |
| Armenia               | Dayana Davtyan             | 20   | Yerevan               | Châu Âu                            |
| Aruba                 | Danna Garcia               | 20   | Oranjestad            | Châu Mỹ                            |
| Úc                    | Priya Serrao               | 27   | Melbourne             | Châu Phi, Châu Á - Thái Bình Dương |
| Bahamas               | Tarea Bianca               | 23   | Grand Bahama          | Châu Mỹ                            |
| Bangladesh            | Shirin Akter Shela         | 25   | Thakurgaon            | Châu Phi, Châu Á - Thái Bình Dương |
| Barbados              | Shanel Ifill               | 20   | Bridgetown            | Châu Mỹ                            |
| Bỉ                    | Angeline Flor Pua          | 24   | Antwerp               | Châu Âu                            |
| Belize                | Destinee Arnold            | 26   | Roaring Creek         | Châu Mỹ                            |
| Bolivia               | Fabiana Hurtado            | 21   | Santa Cruz            | Châu Mỹ                            |
| Brazil                | Júlia Horta                | 25   | Juiz de Fora          | Châu Mỹ                            |
| Bulgaria              | Lora Asenova               | 25   | Byala Slatina         | Châu Âu                            |
| Quần đảo Virgin (Anh) | Bria Ashley Smith          | 25   | Tortola               | Châu Mỹ                            |
| Campuchia             | Somnang Alyna              | 18   | Phnôm Pênh            | Châu Phi, Châu Á - Thái Bình Dương |
| Canada                | Alyssa Boston              | 24   | Tecumseh              | Châu Mỹ                            |
| Quần đảo Cayman       | Kadejah Bodden             | 23   | Bodden Town           | Châu Mỹ                            |
| Chile                 | Geraldine González         | 19   | Conchali              | Châu Mỹ                            |
| Trung Quốc            | Rosie Zhu Xin              | 25   | Hà Bắc                | Châu Phi, Châu Á - Thái Bình Dương |
| Colombia              | Gabriela Tafur             | 24   | Cali                  | Châu Mỹ                            |
| Costa Rica            | Paola Chacón               | 27   | San José              | Châu Mỹ                            |
| Croatia               | Mia Rkman                  | 22   | Korcula               | Châu Âu                            |
| Curaçao               | Kyrsha Attaf               | 25   | Willemstad            | Châu Mỹ                            |
| Cộng hòa Séc          | Barbora Hodačová           | 23   | Teplice               | Châu Âu                            |
| Đan Mạch              | Katja Stokholm             | 23   | Odense                | Châu Âu                            |
| Cộng hòa Dominica     | Clauvid Dály               | 18   | Punta Cana            | Châu Mỹ                            |
| Ecuador               | Cristina Hidalgo           | 22   | Guayaquil             | Châu Mỹ                            |
| Ai Cập                | Diana Hamed                | 24   | Cairo                 | Châu Phi, Châu Á - Thái Bình Dương |
| El Salvador           | Zuleika Soler              | 25   | La Union              | Châu Mỹ                            |
| Guinea Xích Đạo       | Serafina Ada               | 20   | Niefang               | Châu Phi, Châu Á - Thái Bình Dương |
| Phần Lan              | Anni Harjunpää             | 23   | Sastamala             | Châu Âu                            |
| Pháp                  | Maëva Coucke               | 25   | Fougères              | Châu Âu                            |
| Gruzia                | Tako Adamia                | 24   | Tbilisi               | Châu Âu                            |
| Đức                   | Miriam Rautert             | 23   | Berlin                | Châu Âu                            |
| Anh Quốc              | Emma Jenkins               | 26   | Llanelli              | Châu Âu                            |
| Guam                  | Sissie Luo                 | 18   | Tamuning              | Châu Phi, Châu Á - Thái Bình Dương |
| Haiti                 | Gabriela Vallejo           | 26   | Pétion-Ville          | Châu Mỹ                            |
| Honduras              | Rosemary Arauz             | 26   | San Pedro Sula        | Châu Mỹ                            |
| Iceland               | Birta Abiba Þórhallsdóttir | 19   | Mosfellsbaer          | Châu Âu                            |
| Ấn Độ                 | Vartika Singh              | 26   | Lucknow               | Châu Phi, Châu Á - Thái Bình Dương |
| Indonesia             | Frederika Alexis Cull      | 19   | Jakarta               | Châu Phi, Châu Á - Thái Bình Dương |
| Ireland               | Fionnghuala O'Reilly       | 25   | Dublin                | Châu Âu                            |
| Israel                | Sella Sharlin              | 22   | Beit                  | Châu Phi, Châu Á - Thái Bình Dương |
| Ý                     | Sofia Trimarco             | 20   | Buccino               | Châu Âu                            |
| Jamaica               | Iana Tickle Garcia         | 19   | Montego Bay           | Châu Mỹ                            |
| Nhật Bản              | Ako Kamo                   | 21   | Kobe                  | Châu Phi, Châu Á - Thái Bình Dương |
| Kazakhstan            | Alfïya Ersayın             | 18   | Atyrau                | Châu Âu                            |
| Kenya                 | Stacy Michuki              | 18   | Nairobi               | Châu Phi, Châu Á - Thái Bình Dương |
| Hàn Quốc              | Lee Yeon-joo               | 20   | Incheon               | Châu Phi, Châu Á - Thái Bình Dương |
| Kosovo                | Fatbardha Hoxha            | 21   | Rečane                | Châu Âu                            |
| Lào                   | Vichitta Phonevilay        | 23   | Viêng Chăn            | Châu Phi, Châu Á - Thái Bình Dương |
| Lithuania             | Paulita Baltrušaitytė      | 21   | Vilnius               | Châu Âu                            |
| Malaysia              | Shweta Sekhon              | 22   | Kuala Lumpur          | Châu Phi, Châu Á - Thái Bình Dương |
| Malta                 | Teresa Ruglio              | 23   | Sliema                | Châu Âu                            |
| Mauritius             | Ornella LaFleche           | 21   | Beau Bassin-Rose Hill | Châu Phi, Châu Á - Thái Bình Dương |
| Mexico                | Sofía Aragón               | 25   | Zapopan               | Châu Mỹ                            |
| Mông Cổ               | Gunzaya Bat-Erdene         | 24   | Ulaanbaatar           | Châu Phi, Châu Á - Thái Bình Dương |
| Myanmar               | Swe Zin Htet               | 20   | Hpa-An                | Châu Phi, Châu Á - Thái Bình Dương |
| Namibia               | Nadja Breytenbach          | 24   | Windhoek              | Châu Phi, Châu Á - Thái Bình Dương |
| Nepal                 | Pradeepta Adhikari         | 23   | Kathmandu             | Châu Phi, Châu Á - Thái Bình Dương |
| Hà Lan                | Sharon Pieksma             | 24   | Rotterdam             | Châu Âu                            |
| New Zealand           | Diamond Langi              | 27   | Auckland              | Châu Phi, Châu Á - Thái Bình Dương |
| Nicaragua             | Inéss López                | 19   | Managua               | Châu Mỹ                            |
| Nigeria               | Olutosin Araromi           | 25   | Jalingo               | Châu Phi, Châu Á - Thái Bình Dương |
| Na Uy                 | Helene Abildsnes           | 20   | Kristiansand          | Châu Âu                            |
| Panama                | Mehr Eliezer               | 22   | Thành phố Panama      | Châu Mỹ                            |
| Paraguay              | Ketlin Lottermann          | 25   | Santa Rita            | Châu Mỹ                            |
| Peru                  | Kelin Rivera Kroll         | 26   | La Molina             | Châu Mỹ                            |
| Philippines           | Gazini Ganados             | 23   | Talisay               | Châu Phi, Châu Á - Thái Bình Dương |
| Ba Lan                | Olga Buława                | 27   | Świnoujście           | Châu Âu                            |
| Bồ Đào Nha            | Sylvie Silva               | 20   | Guimarães             | Châu Âu                            |
| Puerto Rico           | Madison Anderson           | 24   | Toa Baja              | Châu Mỹ                            |
| Romania               | Dorina Chihaia             | 26   | Iași                  | Châu Âu                            |
| Saint Lucia           | Bebiana Mangal             | 23   | Castries              | Châu Mỹ                            |
| Sierra Leone          | Marie Esther Bangura       | 22   | Port Loko             | Châu Phi, Châu Á - Thái Bình Dương |
| Singapore             | Mohana Prabha              | 24   | Singapore             | Châu Phi, Châu Á - Thái Bình Dương |
| Slovakia              | Laura Longauerová          | 23   | Detva                 | Châu Âu                            |
| Nam Phi               | Zozibini Tunzi             | 26   | Tsolo                 | Châu Phi, Châu Á - Thái Bình Dương |
| Tây Ban Nha           | Natalie Ortega             | 19   | Barcelona             | Châu Âu                            |
| Thụy Điển             | Lina Ljungberg             | 22   | Östergötland          | Châu Âu                            |
| Tanzania              | Shubila Stanton            | 23   | Morogoro              | Châu Phi, Châu Á - Thái Bình Dương |
| Thái Lan              | Paweensuda Drouin          | 26   | Băng Cốc              | Châu Phi, Châu Á - Thái Bình Dương |
| Thổ Nhĩ Kỳ            | Bilgi Nur Aydoğmuş         | 23   | Istanbul              | Châu Âu                            |
| Ukraine               | Anastasia Subbota          | 26   | Zaporizhia            | Châu Âu                            |
| Uruguay               | Fiona Tenuta               | 22   | Punta del Este        | Châu Mỹ                            |
| Hoa Kỳ                | Cheslie Kryst †            | 27   | Charlotte             | Châu Mỹ                            |
| Quần đảo Virgin (Mỹ)  | Andrea Piecuch             | 25   | Charlotte Amalie      | Châu Mỹ                            |
| Venezuela             | Thalía Olvino              | 20   | Valencia              | Châu Mỹ                            |
| Việt Nam              | Hoàng Thị Thùy             | 27   | Thanh Hóa             | Châu Phi, Châu Á - Thái Bình Dương |

## Thông tin về các cuộc thi quốc gia

### Tham gia lần đầu
- Bangladesh
- Guinea Xích Đạo

### Trở lại
Lần cuối tham gia vào năm 2014:
- Lithuania

Lần cuối tham gia vào năm 2016:
- Sierra Leone

Lần cuối tham gia vào năm 2017:
- Romania
- Tanzania

### Chỉ định
- Bỉ – Angeline Flor Pua được Tổ chức Hoa hậu Bỉ chỉ định làm "Hoa hậu Hoàn vũ Bỉ 2019"  sau khi Elena Castro Suarez, người chiến thắng Hoa hậu Bỉ 2019, đã chọn dự thi Hoa hậu Thế giới 2019. Angeline trước đó đã đăng quang Hoa hậu Bỉ 2018, và chọn thi tại Hoa hậu Thế giới 2018 thay vì Hoa hậu Hoàn vũ 2018[116].
- Pháp – Maëva Coucke được Tổ chức Hoa hậu Pháp chỉ định làm "Hoa hậu Hoàn vũ Pháp 2019"  sau khi Vaimalama Chaves, người chiến thắng Hoa hậu Pháp 2019, đã chọn không tham dự bất kì cuộc thi quốc tế nào và Á hậu 1 Ophély Mézino được chọn để dự thi Hoa hậu Thế giới 2019. Coucke trước đó đã đăng quang Hoa hậu Pháp 2018, và chọn thi tại Hoa hậu Thế giới 2018 thay vì Hoa hậu Hoàn vũ 2018[117].
- Ấn Độ – Vartika Singh được tổ chức Miss Diva chỉ định làm "Hoa hậu Hoàn vũ Ấn Độ 2019". Vartika trước đó đã tham gia Hoa hậu Hòa bình Quốc tế 2015 và đạt danh hiệu Á hậu 2[118].
- Ba Lan – Olga Buława được Tổ chức Hoa hậu Ba Lan (Miss Polski) chỉ định làm "Hoa hậu Hoàn vũ Ba Lan 2019" sau khi tổ chức "Miss Polonia" từ bỏ nhượng quyền cho Hoa hậu Hoàn vũ ở Ba Lan. Buława là người chiến thắng cuộc thi Miss Polski 2018[119].
- Uruguay – Fiona Tenuta được chỉ định là "Hoa hậu Hoàn vũ Uruguay 2019" bởi Osmel Sousa, giám đốc quốc gia của Hoa hậu Hoàn vũ Uruguay sau một quá trình tuyển chọn. Tổ chức đã không thể tìm đủ nhà tài trợ để tổ chức một cuộc thi[120].
- Việt Nam – Hoàng Thị Thùy được chỉ định là "Hoa hậu Hoàn vũ Việt Nam 2019" bởi Dương Trương Thiên Lý, giám đốc quốc gia của cuộc thi Hoa hậu Hoàn vũ Việt Nam. Cô là Á hậu 1 tại cuộc thi Hoa hậu Hoàn vũ Việt Nam 2017[121].

### Bỏ cuộc
- Ghana – Cuộc thi Hoa hậu Hoàn vũ Ghana 2019 đã bị hoãn bởi tổ chức. Tổ chức sẽ tiếp tục hoạt động vào năm 2020[122][123].
- Hy Lạp – Erika Kolani không tham gia và lý do không được tiết lộ[124].
- Guatemala,   Hungary,  Sri Lanka và  Thụy Sĩ – Các tổ chức của các quốc gia này không tổ chức một cuộc thi quốc gia hay chỉ định một đại diện tham gia.
- Lebanon – Cuộc thi Hoa hậu Lebanon 2019 liên tục bị hoãn lại và cuối cùng bị hủy bỏ do các cuộc biểu tình bất ổn về chính trị ở quốc gia này[125].
- Kyrgyzstan – Elmara Buranbaeva đã quyết định không tham gia bất kỳ cuộc thi quốc tế nào.
- Nga – Alina Sanko, người chiến thắng cuộc thi Hoa hậu Nga 2019, ban đầu dự kiến sẽ tham gia cả Hoa hậu Hoàn vũ và Hoa hậu Thế giới 2019, nhưng không thể thực hiện được do ngày tổ chức của cả hai cuộc thi bị trùng nhau. Tổ chức Hoa hậu Nga không thể hoàn tất các kế hoạch tìm đại diện thay thế để tham gia Hoa hậu Hoàn vũ do thời gian Tổ chức Hoa hậu Hoàn vũ công bố về ngày và địa điểm tổ chức muộn. Điều này gây khó khăn cho đại diện của Nga khi nhận visa sang Mỹ[126].
- Zambia – Vì kinh tế khó khăn nên Didia Mukwala không thể tham gia tại Mỹ như dự kiến và quốc gia này chính thức rút lui khỏi cuộc thi năm nay và cô ấy sẽ thi vào năm 2020[127].